# An der Stechbahn

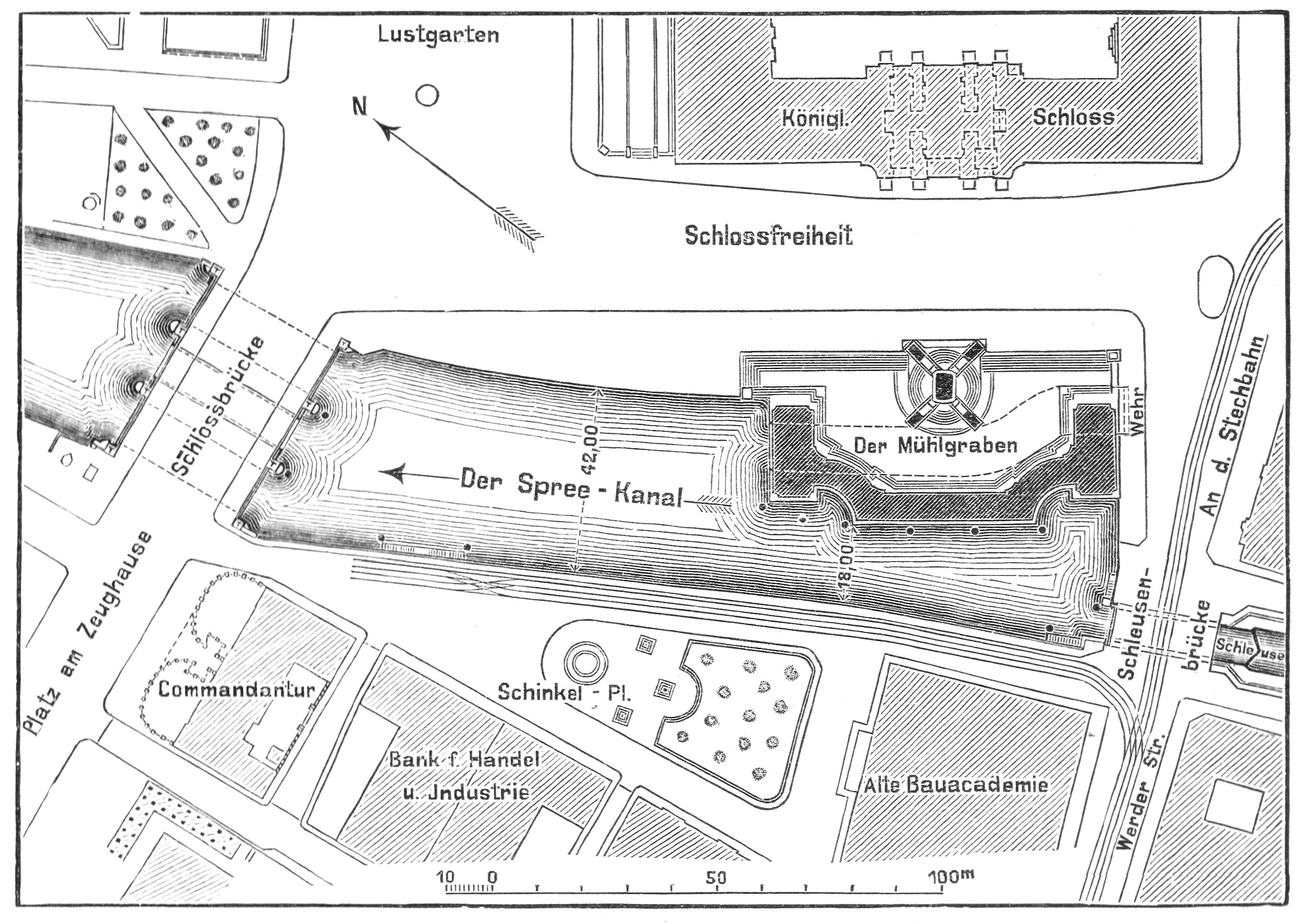
Historischer Lageplan von 1896

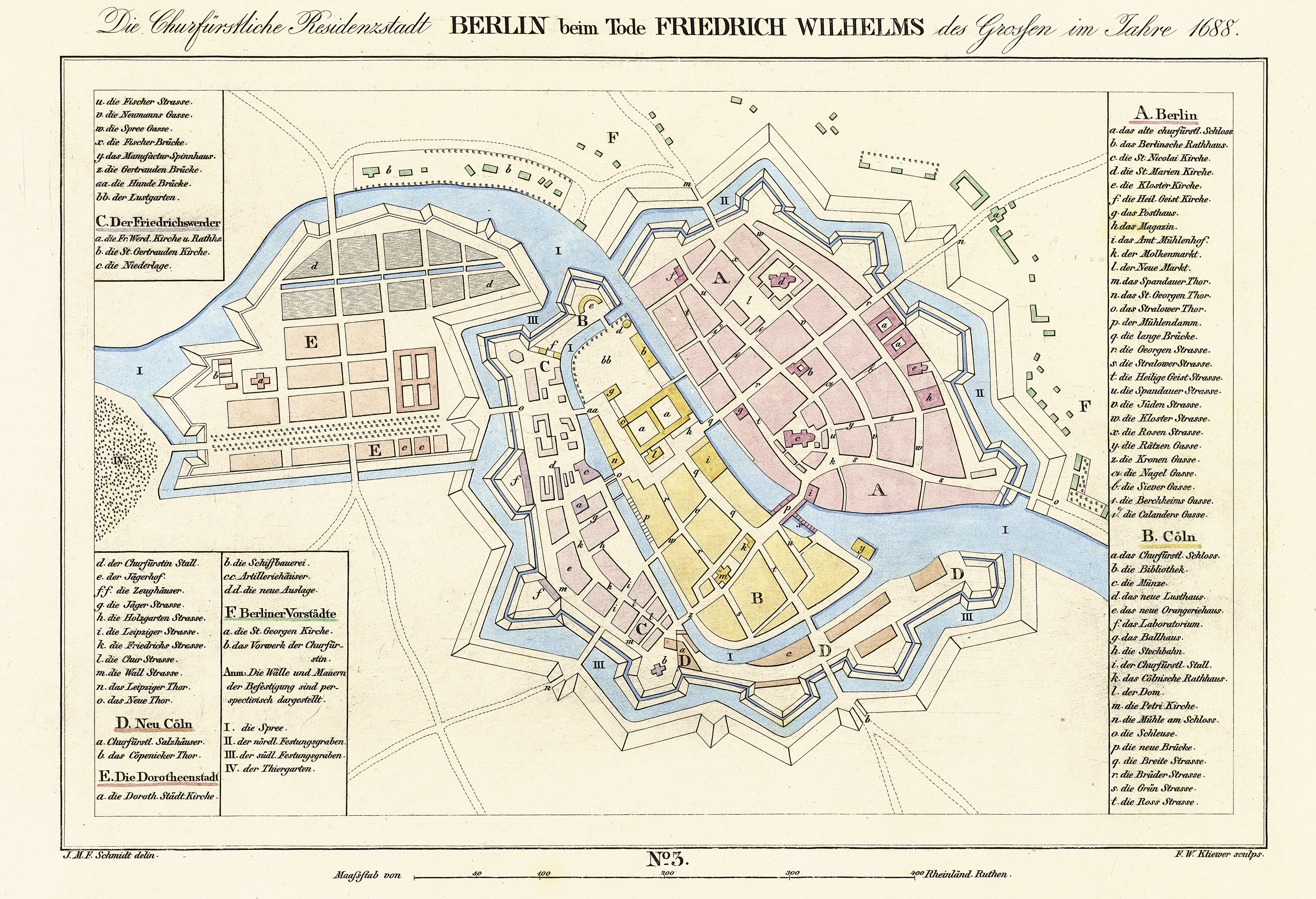
Berlin 1688.
Pos. B. h.: die Stechbahn

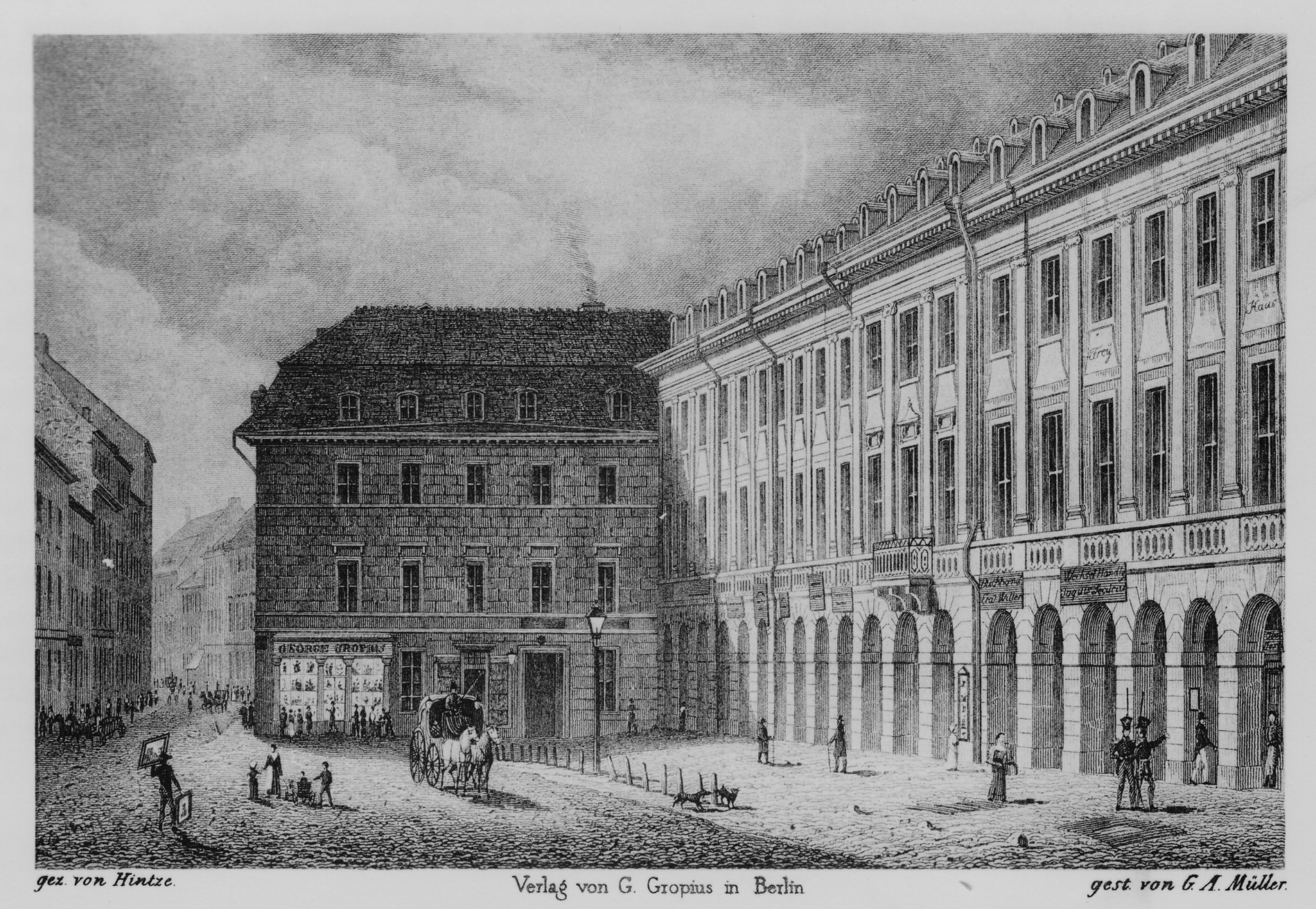
Neue Stechbahn am Schloßplatz, um 1830, Stich nach einer Zeichnung von Johann Heinrich Hintze

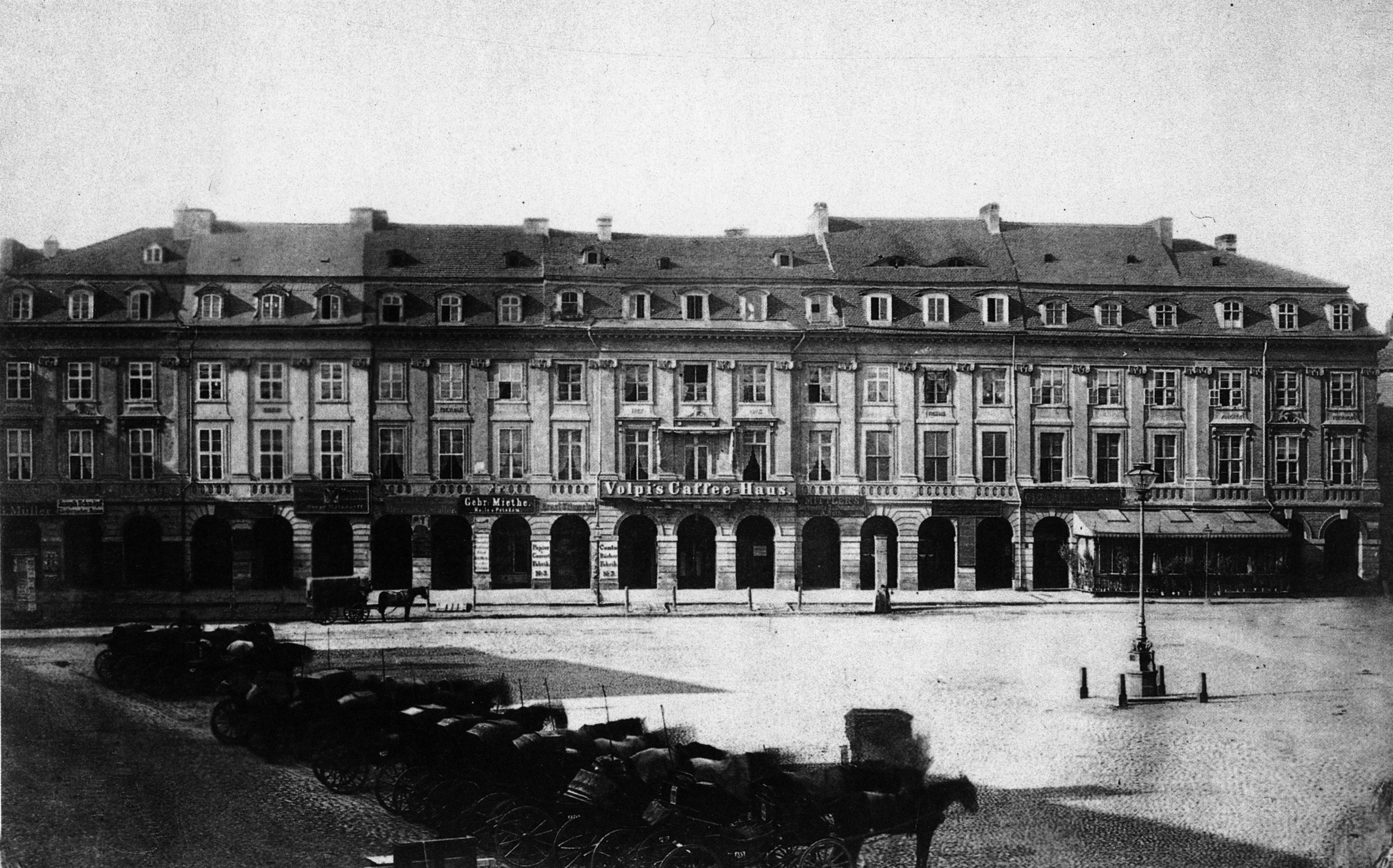
An der Stechbahn, Fotografie von Friedrich Albert Schwartz, 1865

An der Stechbahn war der Name einer Berliner Straße am Berliner Schloss. Sie lag seit Mitte des 18. Jahrhunderts am südlichen Ende der Schloßfreiheit und erstreckte sich von dort bis zur Brüderstraße. Mit ihrer Rückseite grenzte sie an einen Arm der Spree.

## Straßenname
Die geschichtliche Entwicklung der Häuserzeile, die sich in dem Straßennamen wiederfindet, wurde 1833 von Samuel Heinrich Spiker beschrieben: 

„In früheren Zeiten lag zwischen der Breiten Strasse und der langen Brücke ein mit Schranken eingeschlossener 300 Fuss langer und 65 Fuss breiter Tournierplatz, welchen Kurfürst Joachim II. im Jahre 1537 einrichten liess, um auf demselben, bei Gelegenheit der Geburt seiner ältesten Tochter, der Prinzessin Elisabeth Magdalena, ein Ritterspiel zu geben. Der Kurfürst Joachim Friedrich liess diese alte Stechbahn im Jahre 1600 restauriren, und mit 31 Figuren, von Caspar Zimmermann angefertigt, ausschmücken. Nach und nach entstand an der innern Seite der Stechbahn eine Reihe Buden. Der Kurfürst Friedrich Wilhelm liess die Stechbahn abbrechen und dafür das Reithaus auf dem Werder zu Tournieren und Kampfspielen einrichten, die Buden aber wurden auf seinen Befehl von Memhardt in steinerne Kaufläden verwandelt, vor denen sich eine dorische Bogenlaube hinzog.“

## Verlegung und Neubau um 1800
„Beim weiteren Ausbau des Schlosses wurden diese Kaufläden, welche immer noch unter dem Namen Stechbahn bestanden hatten, um eine freiere Aussicht zu gewinnen, abgerissen, und auf den Platz versetzt, wo die heutige Stechbahn steht. Die Häuser, welche sie bilden, wurden im Jahre 1702 nach einem Plan von Bodt aufgeführt; sie bilden, wie auch aus dem gedrängten Bilde hervorgeht, dem Anschein nach, nur ein grosses mit jonischen Wandpfeilern verziertes Haus [Anm.: das erste dreigeschossige Kauf- und Wohnhaus Berlins]. In der Mitte bemerkt man einen Balkon. Er gehört zu dem Lokale des Volpischen (ehemals Martinetschen) Kaffeehauses. Die Aussicht von demselben über den Schlossplatz und den in seiner Mitte stehenden Gas-Kandelaber, auf die lange Brücke, in die belebte Königs-Strasse und auf die freundliche, längs dem Wasser hinziehende Häuserreihe der Burgstrasse, ist vortrefflich.“

„Die offene Bogenlaube ist 200 Fuss lang; man findet unter derselben die Buchhandlung des Herrn Mittler und die Musikalienhandlung des Herrn Lischke. Die feine Welt wählt unter den Putz-, Mode-, Kunst- und Industrie-Waaren des Herrn Quittel, – der Gastronom schlürft mit grossem Wohlbehagen die Original-Chocolade in dem weitbekannten Etablissement der Herren Josty & Comp. – Der Geschäftsmann sucht die Wechselladen der Herren Jacquier & Securius auf, – die Hoffnung führt Hunderte in Herrn Matzdorff’s vielbenutztes Lotterie Comtoir, – der Militair findet die Gegenstände seiner Bekleidung in dem Waarenlager des Herrn Bock, […]“

Eine andere Schilderung geben die Eigentümer und Mieter der Stechbahn in einem Schreiben vom 28. März 1840 an das Ministerium des Innern und der Polizei:

„Vor unseren unter der Stechbahn belegenen Häusern werden alljährlich verschiedene Böttcher-Märkte und zur Weihnachtszeit der Pyramidenmarkt abgehalten. […] [Daraus erwachsen] mancherlei Unannehmlichkeiten, Störungen, Nachtheile und Gefahren. Zu den Nachtheilen gehört das Beschädigen der die Colonaden bildenden Pfeiler, deren Kalkputz, namentlich durch die Böttchergefäße, stets abgestoßen ist, so oft wir ihn auch ausbessern lassen mögen; ferner werden nicht selten Scheiben der Vorfenster eingestoßen. Der wesentliche Nachtheil besteht jedoch in der Hemmung unserer Geschäfte: denn da diese alle von der Art sind, daß wir nur mit dem vornehmen Publikum verkehren, und es diesem, namentlich den Damen, zur Unmöglichkeit gemacht ist, sich durch die dichte Menschen- und Waaren-Menge, welche die Eingänge fast gänzlich versperren, durchzuwinden, so haben wir besonders in der letzten Weihnachtszeit, ansehnlichen Schaden dadurch erlitten, und schon ist von mehren Miethern die Aufkündigung der Locale angedroht worden, wenn diesen Störungen nicht abgeholfen wird. Die oben erwähnten Gefahren bestehen hauptsächlich in der Benutzung von Kohlenbecken, deren die Marktfrauen, aller Verbote ungeachtet, sich zu bedienen pflegen, welcher Umstand dadurch um so bedenklicher ist, daß der betreffende Raum sich über unseren Kellern befindet, deren Zweck die Aufbewahrung von Brennbedarf ist, und daß diese Keller mit nach außen führenden Licht- und Luftlöchern versehen sind und sein müssen.“

## 19. Jahrhundert

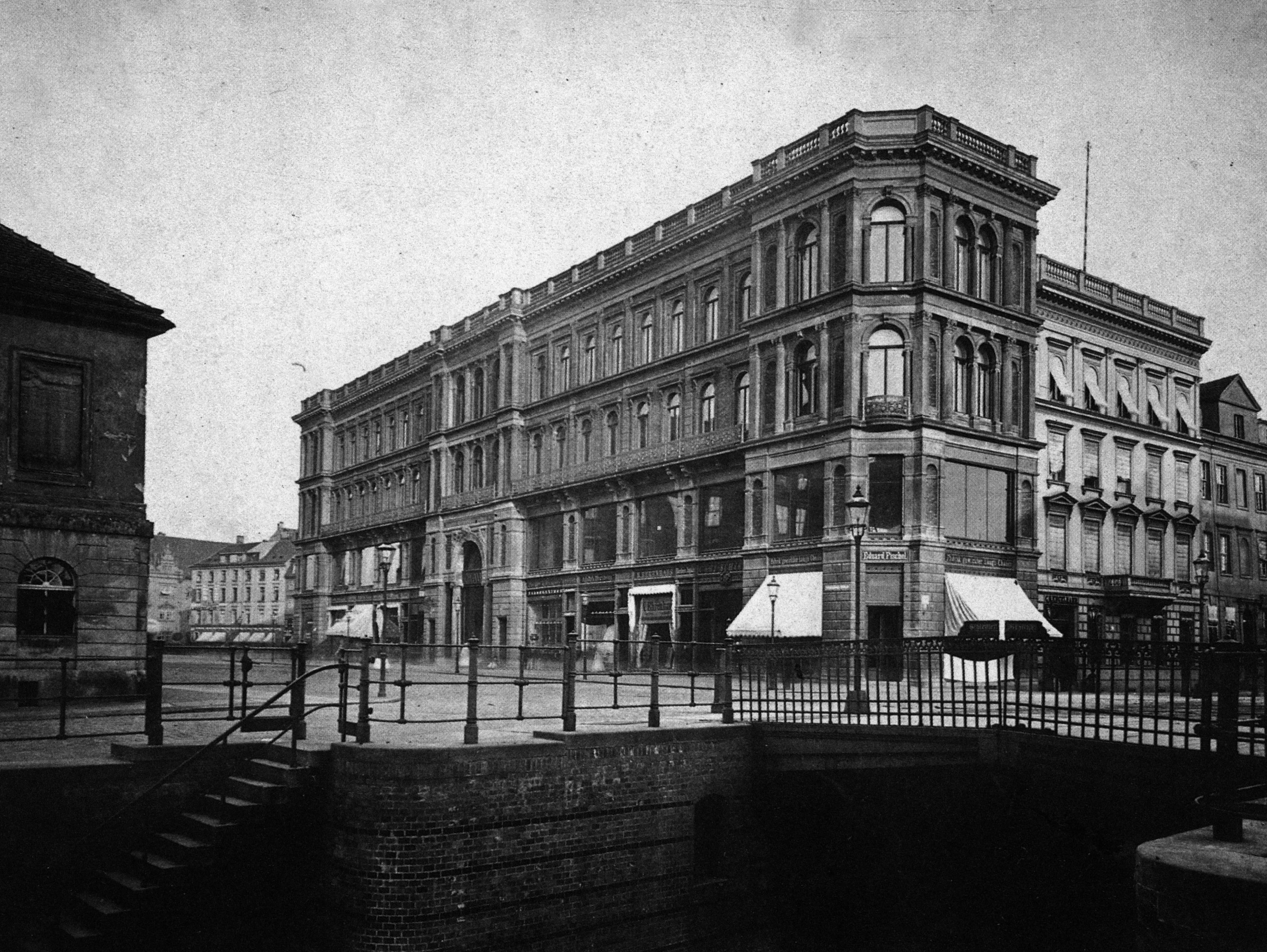
Das „Rote Schloss“ um 1880

Der Durchgang vom Schloßplatz zum Werderschen Markt wurde 1866 erweitert, was einen Umbau des Straßenzuges zur Folge hatte; die „Neue Stechbahn“ wurde abgerissen und das „Rote Schloss“, auch „Rote Burg“ genannt, 1867 erbaut. Das viergeschossige Wohn- und Geschäftshaus mit der Adresse An der Stechbahn 1/2 verdankte seinen Namen der Ähnlichkeit mit dem Berliner Rathaus. Die Brüder Castan eröffneten hier das erste Berliner Panoptikum, das jedoch kurze Zeit später in die Kaisergalerie in der Friedrichstraße umzog. Der Bau beherbergte viele Jahre die „Hirsch’sche Schneider-Akademie Berlin“.

## 20. Jahrhundert
Im Jahr 1936 senkten sich Teile des „Roten Schlosses“ ab, sodass der Mittelbau abgerissen werden musste. Während des Zweiten Weltkriegs wurde das Haus schließlich weitgehend zerstört.
Im Haus An der Stechbahn 3/4 befand sich ab 1939 das ursprünglich in der Oranienburger Straße 20 beheimatete Büro Grüber. Die 1938 von dem Berliner Pastor und späteren Propst Heinrich Grüber gegründete Organisation der Bekennenden Kirche verfolgte in erster Linie den Zweck, rassisch verfolgten evangelischen Christen die Auswanderung aus dem nationalsozialistischen Deutschland zu ermöglichen.
Ab 2012 sollte am ehemaligen Standort des Roten Schlosses das ThyssenKrupp Haus, die Hauptstadtrepräsentanz des gleichnamigen Konzerns, entstehen. Aufgrund der scharfen öffentlichen Kritik hat ThyssenKrupp auf den Neubau verzichtet.